# Pisdurodon spatulatus
Pisdurodon spatulatus (лат.) — вид вымерших лучепёрых рыб из отряда иглобрюхообразных, единственный в роде Pisdurodon.
Фоссилии этих лучепёрых рыб, относящиеся к верхнему мелу (маастрихтский ярус), были найдены в начале 1980-х годов в центре Индии в районе Pisdura Hill (штат Махараштра, 20,4° с. ш. 79,1° в. д.).
Pisdurodon spatulatus предположительно были активными хищниками.